# 兀鲁思 (钦察氏)
兀鲁思，元朝官员，钦察人。
伯父别鲁古，至元二十三年（1286年），立钦察卫，充任本卫佥事，佩金符。元武宗镇北庭，别鲁古从征杭爱山，受命总率扈驾军为万户，力战有功。后来复为钦察卫佥事，去世后，其子脱欢不花袭钦察卫佥事，脱欢不花死后无子兀鲁思承袭伯父钦察卫佥事之职。天历元年（1328年）九月，两都之战，讨伐倒剌沙有功，赐名拔都儿。天历二年，跟随燕帖木儿护送国玺，至漠北迎元明宗，赐虎符。擢升为明威将军、大都督府副使。其后去世。